# Маријан Цветковић
Маријан Цветковић (Сисак, 13. октобар 1920 — Загреб, 12. септембар 1990), учесник Народноослободилачке борбе, друштвено-политички радник СФР Југославије и СР Хрватске, јунак социјалистичког рада и народни херој Југославије. У периоду од 1982. до 10. маја 1983. године обављао је функцију председника Председништва Социјалистичке Републике Хрватске.

## Биографија
Рођен је 13. октобра 1920. године у Сиску, у радничкој породици. Отац му је био обалски радник, па је од најраније младости био упознат са тешкоћама радничког живота и условима капиталистичког поретка тадашње Југославије. Као петнаестогодишњак, средњошколац, пришао је радничком покрету. У Загребу, у средњој машинској школи постао је члан Савеза комунистичке омладине Југославије крајем 1935. године. 1936. године враћа се у гимназију у Сисак, где активно ради на организовању омладине. Због своје активности 1937. године је ухапшен и искључен из шестог разреда сисачке гимназије, а забрањено му је похађање наставе у било којој гимназији у земљи. Ипак је завршио гимназију положивши приватно у Загребу и Сиску преостале испите. Од тада је већ чврсто опредељен за комунизам и раднички покрет, па 1938. године постаје члан Комунистичке партије Хрватске.
У Загребу је студирао Високу економско-комерцијалну школу, али је и даље чврсто везан уз свој родни град. Ту је био секретар Месног комитета СКОЈ-а, а затим и секретар Окружног комитета СКОЈ-а. Крајем 1939. године био је биран у Покрајински комитет СКОЈ-а за Хрватску. Полиција га због његова рада често прогони и више пута хапси, два пута спроводи у затвор у Загреб, али никад не добива потребне доказе и признања да би га предала суду.

### Народноослободилачки рат
Окупацију земље Маријан је дочекао као члан Окружног комитета за Сисак. Одмах организује, заједно са другим комунистима, скупљање оружја и осталог материјала за оружану борбу.
Чим су усташе дошли у Сисак, ухапшен је са групом водећих комуниста, али су ипак убрзо пуштени, након што су им усташе саопштили да траже лојалност, а у противном бит ће стрељани, јер је сада ратно стање. Но, то никог није заплашило и управо у том периоду сисачка партијска организација ради на припремама оружаног устанка. У тим припремама дошло је, 22. јуна 1941. године до напада Немачке на Совјетски Савез. Окружни комитет партије донио је одлуку да се сви комунисти удаље од куће, а сви они које полиција буде тражила да се нађу у близини села Жабно крај Сиска. Увече, 22. јуна, било је допремљено оружје у Жабно и тамо је формиран Сисачки партизански одред под вођством секретара Окружног комитета Владе Јанића и организационог секретара Окружног комитета КПХ Сисак Маријана Цветковића, а сачињавали су га комунисти из града и околних села.
Као борац одреда, Маријан Цветковић учествује у његовим акцијама: у минирању железничке пруге Загреб-Сисак, рушењу телеграфских стубова, нападима на општине, офанзивама на одреде, итд. Из одреда се даље руководи партијском организацијом на подручју Окружног комитета Сисак. У августу 1941. године одлази на подручје Баније и ту је један од организатора првог партизанског одреда међу српским становништвом. Вршио је и разне функције. Најпре је постао политички комесар сисачког одреда, а затим у мају 1942. године заменик команданта Првог партизанског одреда Баније. На простору Баније учествује у борбама на Куљанима, нападу на Нови Град, Чунтић и Бачуг.
Поткрај лета 1942. године одлази на рад у Мославину, где постаје командант мославачког батаљона, који убрзо прераста у партизански одред Мославине. На тој дужности остаје до краја 1942. године, кад је с два батаљона бораца прешао у Славонију, где се формирала партизанска дивизија. И овде учествује у непрестаним борбама с непријатељем, у Чазми, Грђевцу, Великој Писаници, Ивањској и Дубрави, и две офанзиве на слободну територију Мославине. Постаје политички комесар Шеснаесте омладинске бригаде „Јожа Влаховић“ у јануару 1943. године, а половином 1943. комесар Дванаесте славонске дивизије. На тој дужности остаје све до краја исте године, а затим постаје помоћник политичког комесара Шестог славонског корпуса. У то време учествује у многим великим биткама: у нападима на Воћин, Гарешницу, Вировитицу, Сирач, Пакрац, Нашице, Окучане, Лепоглаву, Јалковец, Кутјево, итд. Учествује у борбама за трајања офанзиве на ослобођену територију Славоније у пролеће 1943. године. У фебруару 1944. године, по одлуци Партије, прелази на дужност секретара Окружног комитета КПХ за Мославину и тајника Народног фронта. Као члан Обласног комитета за северну Хрватску, постављен је за шефа Одељења за заштиту народа (ОЗН) ове области крајем 1944. године.

### Послератна каријера
Након ослобођења земље, Маријан Цветковић има многе важне и високе државне, партијске и друштвене функције:
- био је начелник ОЗН за Загреб
- помоћник министра унутрашњих послова НР Хрватске
- председник Планске комисије НР Хрватске
- секретар републичког одбора Социјалистичког савеза радног народа Хрватске
- министар у влади НР Хрватске
- председник Савета за народно здравље НР Хрватске
- члан Извршног већа Сабора НР Хрватске
- секретар за индустрију у Савезном извршном већу и његов члан
- за члана Централног комитета КПХ биран је на Другом конгресу КПХ 1948. године
- члан Централног комитета СКЈ био је од 1958. до 1969. године
- секретар Градског комитета Савеза комуниста Загреба
- организациони секретар ЦК СКХ
- члан Извршног комитета ЦК СКЈ
- председник Савезног одбора СУБНОР-а Југославије
- потпредседник Скупштине СФР Југославије
- председник Републичког комитета ССРН Хрватске
- председник Председништва СР Хрватске био је од 1982. до 10. маја 1983. године

Умро је 12. септембра 1990. године у Загребу. Сахрањен је на загребачком гробљу Мирогој.
Носилац је Партизанске споменице 1941., Ордена јунака социјалистичког рада и више других југословенских одликовања. Орденом народног хероја одликован је 27. новембра 1953. године.